# جاستن لاين
جاستن لاين (بالإنجليزية: Justin Layne)‏ هو لاعب كرة قدم أمريكية أمريكي، ولد في 12 يناير 1998 في كليفلاند في الولايات المتحدة.

## وصلات خارجية
- جاستن لاين على موقع مرجع كرة القدم المحترفة.كوم (الإنجليزية)